# Hiponitrit
Un hiponitrit es refereix als compostos iònics (oxoanions) que contenen l'ió hiponitrit, N₂O₂2−, ([ON=NO]2−) o als hiponitrits orgànics (RON=NOR), per exemple el di-tert hiponitrit butil. Hi ha formes cis i trans de l'ió hiponitrit. La forma trans es troba generalment en sals hiponitrit com l'hiponitrit de sodi, Na₂N₂O₂ i hiponitrit de plata, Ag₂N₂O₂. L'isòmer trans es prepara convencionalment per reducció del nitrit amb amalgama de sodi. L'àcid hiponitrós trans forma cristalls blancs que secs són explosius. És un àcid feble en solució aquosa i es descompon en N₂O i aigua. L'àcid nitrós forma sals químiques. Altres oxoanions de nitrogen inclouen:
- Nitrat, NO₃−
- Nitrit, NO₂−
- Peroxinitrit, OONO−
- Peroxinitrat, HNO₄−
- Trioxodinitrat, [ON=NO₂]2−
- Nitroxilat, [O₂N−NO₂]4−
- Ortonitrat [NO₄]3−